# جزيره الدهب، سوهاج
قرية الكتكاته هي إحدى القرى التابعة لمركز ساقلتة بمحافظة سوهاج في جمهورية مصر العربية. حسب إحصاءات سنة 2006، بلغ إجمالي السكان في الكتكافه5000 نسمة، منهم رجل 3000وو امرأة 2000.